# 2023年9月嘉義暴雨

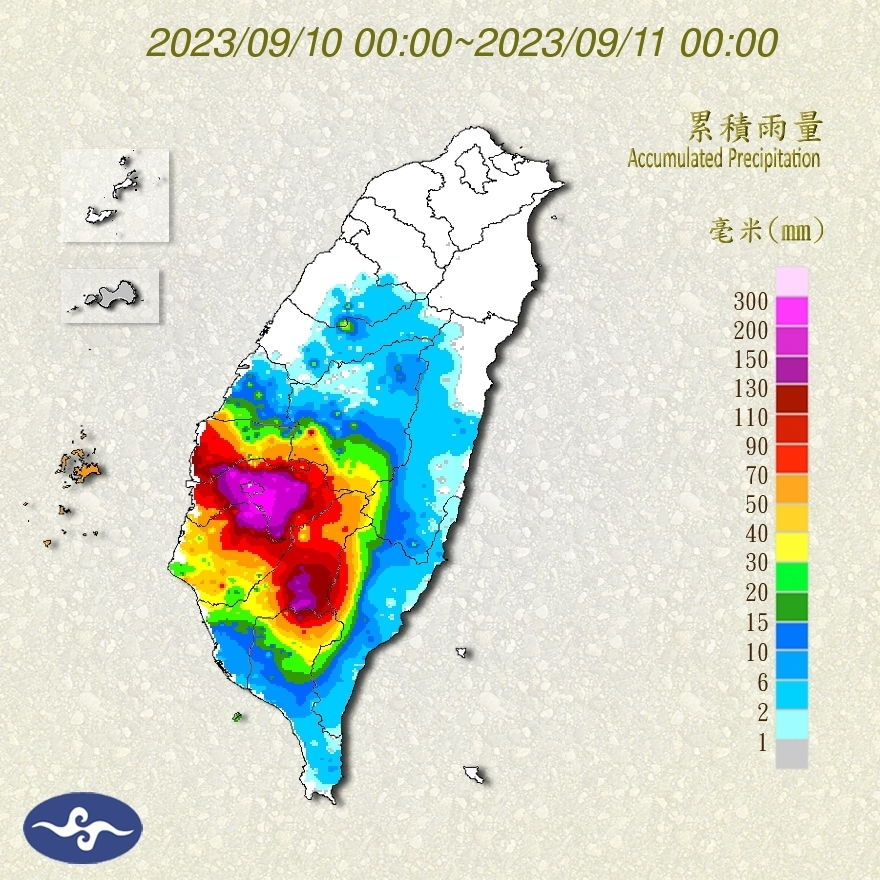
熱帶擾動在臺灣地區之總雨量圖（9月10日0時—11日0時）。

2023年9月嘉義暴雨，是指嘉義縣與嘉義市於2023年9月受季風環流圈所產生的熱帶擾動影響，持續暴雨而發生的天災事件。此次暴雨事件期間造成2人死亡，並造成約新臺幣3027萬5000元農業損失。

## 氣象歷史
颱風海葵對台灣造成影響後，台灣整體的大氣環境受到季風環流圈影響而不穩定，交通部中央氣象局亦指出在9月上旬期間，西北太平洋的熱帶擾動生成訊號活躍。一個熱帶擾動在南海北部生成，美國海軍研究實驗室給予編號91W，而該擾動發展成為颱風的機率低，並在台灣海峽上緩慢移動為台灣中南部帶來劇烈天氣。
降雨直到10日開始惡劣，交通部中央氣象局在當日下午便針對9個縣市發布豪雨及大雨特報，並在晚間6時55分擴大範圍至10縣市且針對其中的嘉義縣升級大豪雨特報。而隨著位於海峽的低壓逐漸減弱，數值天氣預報亦不認為該熱帶擾動有「起死回生」的可能，因此台灣天氣才逐漸好轉。

## 災害與影響
嘉義縣政府在10日下午即因山區連日大雨，造成多次大面積崩塌與落石，率先宣布阿里山鄉、番路鄉大湖國小和隙頂國民小學，以及竹崎鄉中興、中和及光華國小停班停課，番路鄉、中埔鄉、新港鄉、水上鄉等地累積雨量亦已逾200毫米。隨著入夜後雨勢加劇，竹崎鄉文峰村爆發土石流，一戶正在治喪的民宅遭淹沒，造成喪家的棺材來不及搬，被掩埋在土石中，直至11日上午10時50分尋獲。嘉義市蘭井街、興中街路口處的一棟木造房屋亦因豪雨而倒塌，並有數台攤車被倒塌的房子壓垮。嘉義縣中埔鄉一處露天餐會發生民眾在積淹水時，仍在享用流水席的情景，該鄉鎮有1輛車被沖進田裡，2人受困獲救，而嘉義縣永欽二號橋則有多輛車泡水受困，消防隊員出動橡皮艇涉水救援，共救出32人，永欽二號橋附近無極德化堂淹水約1樓高，嘉義市消防局救出3名受困民眾，並於途中救出幸福牧場3名待救民眾。警消人員在11日上午7時12分於嘉義縣水上鄉嘉175線經台82線之跨越橋下，發現有一對男女陳屍廂型車內，判斷死者夫妻是因淹水導致車子熄火、無法發動，慘遭活生生溺斃，直至中午12時交通部公路總局才宣布台82線恢復雙向通行，至於嘉175線泥沙淤積則由嘉義縣政府及水上鄉公所清理後，再辦理通行。
嘉義縣水上鄉鄉長林緗亭表示因鴿溪寮與鄰近嘉義市西區紅瓦里同屬南靖水系，而嘉義市一直把水排到水上鄉，鴿溪寮北寮嚴重淹水，都從水溝蓋湧出來，「呼籲嘉義市不要這麼自私」，嘉義市政府則回應指，4年前起布設移動式抽水機協助排水，但南靖排水於縣區穿過台1線及鐵路斷面太小，仍待改善。嘉義縣長翁章梁則於11日與各鄉鎮長及行政院政務顧問陳冠廷進行勘災，並承諾抽水機將固定架設於水上鄉鴿溪寮，抽排至頭港支線。地方居民指同樣參選2024年中華民國立法委員選舉的民主進步黨籍陳冠廷前來勘災，卻不見無黨籍立法委員參選人林國慶蹤影，對其選舉模式表達不滿，稱「不顧百姓處於水深火熱之中，天怒人怨實在很荒謬」。
嘉義縣政府在11日針對災害狀況召開「0910豪雨災害應變中心」工作會報，嘉義縣長翁章梁表示，收到氣象預報只有70毫米雨量，而實際雨量超過200毫米，導致應變不急，將研議提高警示效率。是次豪雨事件造成水上鄉畜牧場有6萬隻蛋雞因洪水溺斃，養豬場亦有上百頭豬死於洪水，嘉義縣農業處在9月12日初步統計，是次豪雨事件約新台幣3027萬5000元的農業損失。

## 爭議
嘉義縣政府在10日晚間表示，因該縣有逾半鄉鎮市淹水災情，各主要道路交通中斷，為後續搶救復原，因此在11日停班停課，國立嘉義大學亦宣布停班停課，但鄰近的嘉義市政府卻宣布11日正常上班上課。嘉義市國立高中職校長會議於11日上午2時決定停課但不停班，但嘉義市政府教育處長郭添財表示國中、國小校正常上班、上課，引起居民批評與抱怨。對此，嘉義市長黃敏惠表示：「縣市共同生活圈是停班停課考量之一，還有其他方面要考量，高中職也各自有考量，他們向教育部國教署報告，尊重他們的決定」，更指出依照氣象報告「當日的雨勢在昨天晚上預計就可以慢慢停了，當雨水停了變小了，或者雨水停了以後水就退了」。